# Ture Sventon i London
Ture Sventon i London är en skönlitterär barn- och ungdomsbok från 1950 av Åke Holmberg. Boken är den tredje i en serie om privatdetektiven Ture Sventon.  

## Handling
Hos lord Hubbard på Park Street i London försiggår något mystiskt och galet – en kväll hör lord Hubbard knarrande ljud ute i hallen. Utan att finna någon direkt förklaring återvänder han till sängen. En dag kommer hans kokerska Joan och klagar. Hon har stött på en man som hävdat att "Nu är det fixat". "Vadå?" har Joan frågat mannen. "Telefonen", har mannen hävdat, fast den aldrig varit trasig.
Men även hembiträdet Betty kommer och klagar. Även hon har stött på en man i badrummet och också han har hävdat att "Nu är det fixat". Denna gång hävdar mannen att avloppet inte fungerat, fast Betty vet att det aldrig varit något fel på avloppet.
Men även lord Hubbard märker snart något märkligt – två spetsiga tåhättor som sticker fram under en panelgardin. Besynnerligt som det är söker lord Hubbard upp en privatdetektiv, nämligen Ture Sventon i Stockholm.
Ture Sventon vet att endast en person har spetsiga tåhättor, Ville Vessla. Tillsammans med sin gode arabiske vän, herr Omar, som av en tillfällighet måste uppsöka ett fuktigt klimat för att kurera sina luftrör från en lättare torrhosta, far han till ett dimmigt London för att lösa detta mysterium.